# Aérodrome Les Saintes-Terre-de-Haut
L'aérodrome Les Saintes-Terre-de-Haut (code IATA : LSS • code OACI : TFFS) est situé sur le territoire de la commune de Terre-de-Haut dans archipel des Saintes en Guadeloupe.

## Historique
L'aérodrome est créé en 1968.

## Description
Situé en bord de la mer des Caraïbes à une altitude de 14 m, en bordure du bourg de Terre-de-Haut, l'aérodrome dispose d'une piste en dur de 580 m de long.
Il est ouvert à la circulation aérienne restreinte de catégorie D (avions légers) principalement en provenance de l'aéroport Guadeloupe-Pôle Caraïbes de Pointe-à-Pitre à des fins touristiques. Pour atterrir sur cet aérodrome, les pilotes doivent posséder une habilitation spéciale (dite « qualification de site ») en raison des particularités topographiques de la piste (présence de monts entourant, notamment le Chameau en bout de piste) et des conditions météorologiques difficiles (vents rabattants).